# Myrmecaelurus trigrammus
Myrmecaelurus trigrammus ist ein Netzflügler aus der Familie der Ameisenjungfern (Myrmeleontidae).

## Merkmale
Die Tiere erreichen eine Vorderflügellänge von 27 bis 38 Millimetern. Wie bei den anderen Arten der Gattung besitzen auch die Männchen von Myrmecaelurus trigrammus am sechsten und siebten Hinterleibssegment gut erkennbare, paarweise angeordnete Haarpinsel. Durch die gelb getönten Flügel, mit ihrem gelben Flügelmal und den gelben Flügeladern ist die Art in Europa unverwechselbar. 

## Vorkommen
Die Art ist im Mittelmeerraum verbreitet und kommt als einzige Art der Gattung in Mitteleuropa im Norden bis in die Slowakei vor. Man findet sie gelegentlich in großer Zahl. Sie besiedeln Dünen, Macchie und trockenes Brachland vom Flachland bis in Lagen von etwa 1000 Metern Seehöhe.

## Lebensweise
Die Imagines fliegen von Mai/Juni bis September. Junge Larven bauen Fangtrichter, ältere verstecken sich oberflächlich im Sand, um Beute zu jagen. Man findet sie an offenen, sonnenbeschienenen Orten. 